# Jon Davison (musicus)

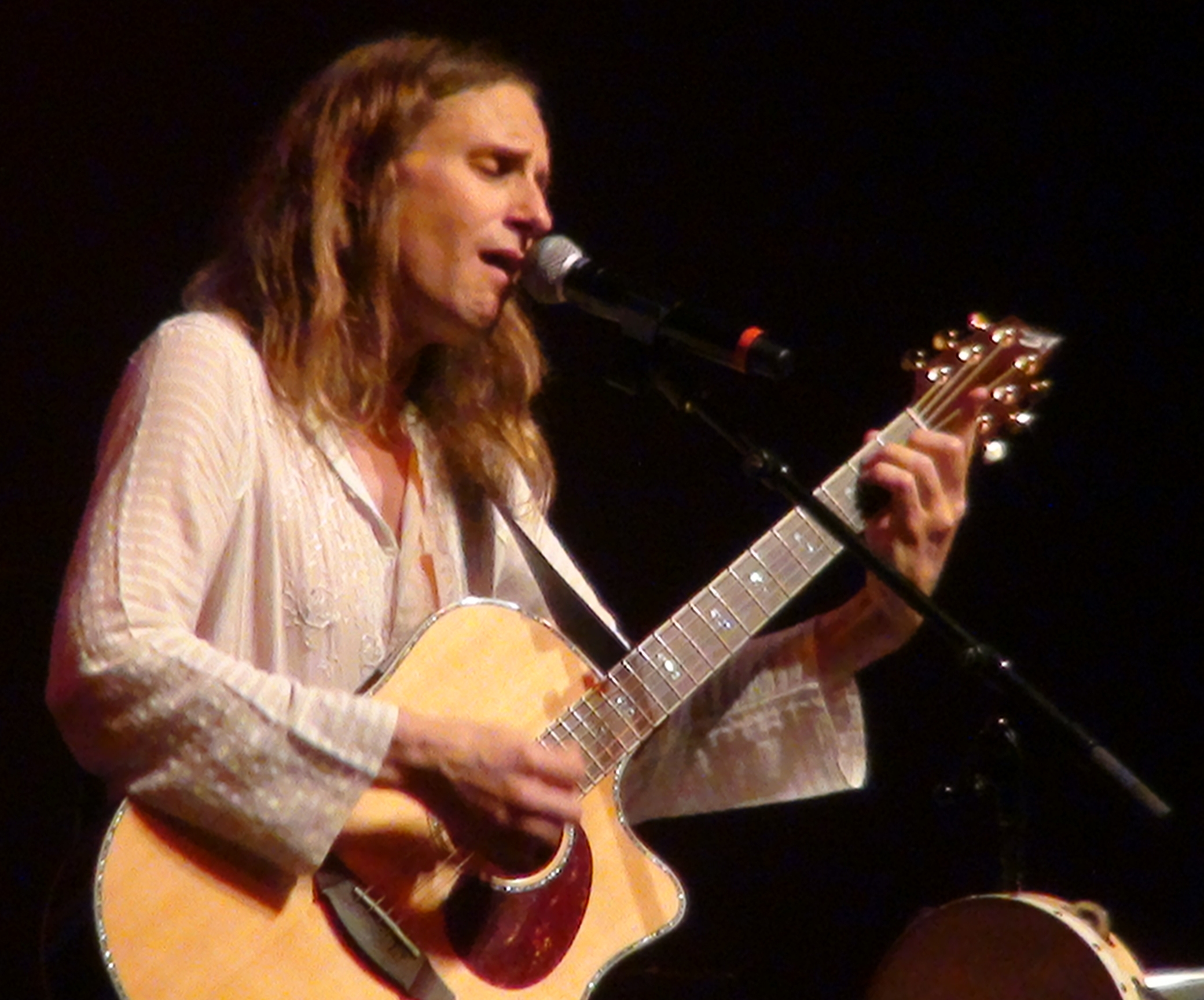
Davison in 2013

Jon "Juano" Davison (1971) is een Amerikaans zanger en multi-instrumentalist.

## Biografie
Davison was sinds zijn jeugd bevriend met Taylor Hawkins, de drummer van de Foo Fighters. Zijn muzikale loopbaan begon als zanger in het kerkkoor dat geleid werd door zijn moeder, die zijn belangstelling voor muziek stimuleerde. Op jonge leeftijd begon Davison gitaar te spelen en hij speelde in diverse coverbands. In dat circuit kwam hij ook Hawkins weer tegen, die hem de bijnaam Juano gaf. Na highschool ging Davison audio- en videoproductie studeren aan het Art Institute of Seattle. Na zijn studie speelde hij basgitaar in Sky Cries Mary. Deze band brak niet wereldwijd door maar trad wel op in Japan, en mochten hun muziek promoten in de Late Night with Conan O'Brien en The Daily Show. In 1998 vertrok Davison met zijn vrouw Maewe naar Brazilië. Hij ontmoette daar Ronald Augusto. Bij terugkomst pakte hij de draad bij Sky Cries Mary weer op en trad toe tot de muziekgroep Roundabout, die oude werken van Yes opnieuw uitvoerde. Intussen zong Davison ook voor YouTube oude Yesnummers in en dat leidde ertoe dat hij in 2009 opviel bij de leiders van Glass Hammer. Die band maakt Yesachtige muziek en Babb en Schendel namen hem aan voor het album If. Ook aan de daaropvolgende albums Con Cordium en Perilous werkte Davison mee.
Intussen was Yes op zoek naar een nieuwe zanger. De band wilde op wereldtournee maar zanger Jon Anderson had te veel stemproblemen. Anderson trok samen met Rick Wakeman, die zichzelf al te oud vond aandacht met het album The living tree. Als zanger trok Yes, met toenmalige leider Chris Squire Benoît David als zanger aan. Dat een wereldtournee slopend is bleek begin 2012. David kon niet verder en er moest opnieuw een zanger gevonden worden. In februari 2012 stond Davison met Yes op het podium om de tournee af te maken. Squire zou later zeggen dat Davisons naam al genoemd werd als opvolger van Anderson. De naam zou destijds door Hawkins geopperd zijn aan Squire ("If you ever need a replacement (singer), I know exactly the guy"). Squire en Hawkins waren jaren muzikale vrienden.

## Discografie

### Sky Cries Mary
- This tmeless turning (1994) - basgitaar
- Moonbathing on sleeping leaves (1997) - basgitaar
- Seeds (EP, 1999) - basgitaar
- Here & Now - Live 2005 (live, 2005) - basgitaar
- Small town (2007) - basgitaar
- Taking the stage: 1997-2005 (live, 2011) - basgitaar

### Glass Hammer
- If (2010) - zang
- Cor Cordium (2011) – zang, akoestische gitaar
- Perilous (2012) - zang

### Gastoptredens
- Tales from the edge: A tribute to the music of Yes (2012) – zang en tamboerijn in "Starship Trooper" met The Samurai of Prog
- Absinthe tales of romantic visions door Mogador (2012) - zang in "The sick rose"
- Chaptersend door Mogador (2017) - zang in "Josephine's regrets"